# Westersche Molenpolder onder Nieuwolda
De Westersche Molenpolder onder Nieuwolda, ook Westersche Molenkolonie, watermolen in de Dellen of Oude Deljerpolder genoemd, is een voormalig molenpolder in de provincie Groningen.
De molenpolder in de Delden (1832) lag ten westen van Nieuwolda, naast een andere molenpolder die ook De Dellen werden genoemd. Hij werd begrensd door het Hondshalstermaar, het Westerhamrikkermaar en Termunterzijldiep. Het gebied stond ook bekend als de (Westersche) Leegte (= laagte). De polder werd bemalen door een molen die via een watering uitsloeg op het Hondshalstermaar. De eerste molen moet vóór 1832 zijn gebouwd, vermoedelijk aan het einde van de 18e eeuw.
De polder ging in 1890 op in het waterschap Weerdijk, waar een nieuw stoomgemaal werd gebouwd. Hij moet rond 1900 zijn verdwenen.
Waterstaatkundig gezien ligt het gebied sinds 2000 binnen dat van het waterschap Hunze en Aa's.
De Westersche Molenpolder onder Nieuwolda moet niet worden verward met de polder De Dellen bij 't Waar, de Westerschemolenpolder te Nieuw-Scheemda of de Westerhamrikkermolenpolder te Nieuwolda.